# Kemnath (Bawaria)
Kemnath (baw. Kemmat) – miasto w Niemczech, w kraju związkowym Bawaria, w rejencji Górny Palatynat, w regionie Oberpfalz-Nord, w powiecie Tirschenreuth, siedziba wspólnoty administracyjnej Kemnath. Leży około 32 km na zachód od Tirschenreuth, przy drodze B22.